# DC Universe Online
DC Universe Online är ett MMORPG-spel baserat på DC Comics universum. Det utvecklades av Sony Online Entertainments och publiceras av Sony Computer Entertainment och WB Games. Spelet gavs ut under januari 2011 till Playstation 3 och Microsoft Windows. En Playstation 4-version gavs ut under november 2013.

## Karaktärer
Följande hjältar, skurkar och övriga karaktärer finns med i spelet: 
| Hjältar | Hjältar | Hjältar | Hjältar | Hjältar |
| --- | --- | --- | --- | --- |
| - Alpha Lanterns - Ambush Bug - Aquaman - Batgirl (Cassandra Cain) - Batman - Future Batman - Batwoman - Beast Boy - Black Canary - Black Lightning - Booster Gold                                                      | - Captain Marvel - Cyborg - Doctor Fate - Donna Troy - Etrigan the Demon - Fire - Flash (Jay Garrick) - Flash (Barry Allen) - Grace Choi - Green Arrow                                        | - Green Lantern (Alan Scott) - Green Lantern (Guy Gardner) - Green Lantern (Hal Jordan) - Green Lantern (John Stewart) - Green Lantern (Kyle Rayner) - Hawkgirl - Hawkman - Huntress - Kid Flash - Kilowog - Krypto                     | - Martian Manhunter - Nightwing - Oracle - Phantom Stranger - Power Girl - Question - Raven - Red Tornado - Robin - Spectre | - Starfire - Static - Steel - Supergirl (Kara Zor-El) - Superboy (Kon-El) - Superman - Swamp Thing - Wildcat - Wonder Girl (Cassie Sandsmark) - Wonder Woman - Zatanna                                                                                   |
| Skurkar | | | | |
| - Abra Kadabra - Ambush Bug - Amon Sur - Arkillo - Atrocitus - Bane - Bizarro - Black Adam - Brain - Brainiac - Brother Blood - Brother Eye - Bruno Mannheim - Calculator - Captain Boomerang - Captain Cold - Catwoman | - Cheetah - Chemo - Circe - Clayface - Deathstroke - Doctor Psycho - Doctor Sivana - Doomsday - Eclipso - Egg Fu - Evil Star - Felix Faust - General Zod - Giganta - Gorilla Grodd - H.I.V.E. | - Harley Quinn - Heat Wave - Hush - Isis - Joker - Killer Croc - Killer Frost - Klarion the Witch Boy - Krona - Kyle Abbot - Lady Shiva - Larfleeze - Lex Luthor - Future Lex Luthor - Lion-Mane - Lyssa Drak - Manhunters - Mad Hatter | - Major Force - Metallo - Mirror Master - Monsieur Mallah - Mr. Freeze - Mr. Mxyzptlk - Non - Ocean Master - Parallax - Parasite - Penguin - Pied Piper - Poison Ivy - Queen Bee - Query och Echo - Ra's al Ghul - Riddler - Scarecrow | - Sinestro - Solomon Grundy - Trigons söner - James - Jack - Julius - Tala - Talia al Ghul - Teekl - T.O. Morrow - Top - Toyman - Trickster - Trigon - Two-Face - Ultra-Humanite - Ursa - Veronica Cale - Vice - Weather Wizard - Whisper A'Daire - Zoom |
| Övriga karaktärer | | | | |
| - Amanda Waller - Amazon Clio - Amazon Mala - Kommissarie James Gordon | - Dabney Donovan - Harvey Bullock - Jack Ryder - Jeremiah Arkham - Jimmy Olsen | - Jonathan och Martha Kent - Jor-El - Lana Lang | - Lois Lane - Lucius Fox - Maggie Sawyer - Mera - Mickey Cannon | - Perry White - Pete Ross - Vicki Vale - Will Magnus |

## Rollista
- Adam Baldwin – Superman/Clark Kent
- Corey Burton – Brainiac
- Kevin Conroy – Batman/Bruce Wayne
- Michelle Forbes – Circe
- Mark Hamill – The Joker
- James Marsters – Lex Luthor
- Dwight Schultz – Flash/Barry Allen och Martian Manhunter
- Arleen Sorkin – Harley Quinn
- Susan Eisenberg – Wonder Woman
- Wil Wheaton – Robin/Tim Drake
- Jens Hartvig Andersen  – Aquaman, Gorilla Grodd, T.O. Morrow
- Alexander Brandon – Black Adam, Black Lightning, Cyborg, Major Force, General Zod
- Tracy W. Bush – Calculator, Booster Gold, Deathstroke och Ambush Bug
- Charlie Campbell – Kilowog, Ace Factorys banditer, Brainiacs robotar, Civilister, Jokers hantlangare, Spectres Possessed, Zombier
- Bruce Carey – Bruno Mannheim
- Claire Hamilton – Huntress/Helena Bertinelli, Zatanna, Polis
- Samantha Inoue Harte – Isis, Zombier
- David Jennison  – Penguin, Green Arrow, Jeremiah Arkham, Solomon Grundy, Heatwave, Manhunters
- Brian Jepson – Felix Faust, Ultra-Humanite, Sentinels of Magic
- Robert Kraft – Mr. Freeze, Sinestro, Spectre
- Lana Lesley  – Hawkgirl, Giganta, Arena-annonsör, Green Lantern Corps, Raven
- Jason Liebrecht – Bane, Eclipso, Hawkman
- Robert Matney – Doctor Psycho, Green Lantern Corps, Hive Drones, League of Assassins
- Edwin Neal – Two-Face, Killer Croc, Harvey Bullock
- Robert Newell – Doctor Fate, LexCorp trupper
- Shawn Sides – Fire, Arena-annonsör, Green Lantern Corps, Polis
- Mike Smith – Pete Ross, Atrocitus, Ace Factorys banditer, Atlanteans, Banes banditer, Black Adam präst, Circe's Bestiamorphs, civilister, Freezes hantlangare, Green Lantern Corps, Grodds Gorillas, vakter, Joker's Goons, League of Assassins, LexCorp Troops, Mutanter, Poison Ivys tjänare, Polis, fångar, Robotar, Scarecrows hantlangare, Sinestro Corps, Zombier
- Brian Talbot – Vandal Savage, Kyle Abbot
- Ken Webster – Commissioner James Gordon, Wildcat, Sinestro Corps
- Ryan Wickerham – Captain Cold, Metallo, Flash/Jay Garrick
- Cyndi Williams – Poison Ivy, Queen Bee, reklamröster, civilister